# Obraz Matki Bożej Dzikowskiej
Matka Boża Dzikowska – wizerunek Matki Bożej – Najświętszej Maryi Panny, patronki Tarnobrzega i Tarnobrzeskiego Zagłębia Siarkowego, przez co inne nazwy wizerunku to: Matka Boża Tarnobrzeska i Królowa Zagłębia Siarkowego. 8 września (święto Narodzenia NMP) obchodzony jest jako dzień poświęcony Matce Bożej Dzikowskiej. Szczególnym miejscem kultu jest dominikańskie sanktuarium w Tarnobrzegu. Kult został rozpowszechniony w innych miastach związanych z rodziną Tarnowskich (głównie w Małopolsce).

## Obraz Matki Bożej Dzikowskiej
Koronowany został 8 września 1904 roku. W nocy z 20 na 21 czerwca 1927 r. korony zostały skradzione. Ponowna koronacja odbyła się 8 września 1933 roku. W nocy z 15 na 16 kwietnia 1959 doszło do ponownej profanacji. 7 września 1966 roku trzeciej koronacji dokonał prymas Stefan Wyszyński. Wymiary obrazu to 66,5 na 89 cm.

### Historia obrazu
Namalowany we Flandrii w XVI wieku obraz w kolejnym stuleciu trafił na tereny Rzeczypospolitej. Na terenie Wołynia nieznany żołnierz jazdy ofiarował obraz państwu Białkowskim. Znajdował się tam przez siedem lat. Rodzina Białkowskich w czasie przeprowadzki z Wołynia do centralnej Polski przekazała obraz w darze Janowi Stanisławowi Amorowi Tarnowskiemu (1642-1676) i jego żonie Zofii z Firlejów. Obraz znajdował się początkowo w jednej z komnat zamku dzikowskiego. W czasie rozbudowy zamku, by uchronić go przed zniszczeniem, zwinięto w rulon i schowano do skarbca. Po remoncie obraz zawisł w prywatnym pokoju Zofii Tarnowskiej z Firlejów. Za namową opata cysterskiego z Koprzywnicy Mikołaja Zielopolskiego obraz przeniesiono do zamkowej kaplicy, gdzie zawisł nad ołtarzem. Liczne nadzwyczajne zjawiska sprawiły, że obraz zaczęto uznawać za cudowny. 11 listopada 1675 r. decyzją biskupa krakowskiego Andrzeja Trzebnickiego uznano obraz za łaskami słynący. 20 maja 1678 r. został przeniesiony do nowo wybudowanego kościoła Wniebowzięcia Najświętszej Maryi Panny i klasztoru dominikańskiego, oddalonego od zamku o ok. 1 km. Klasztor wkrótce zaczęły odwiedzać liczne pielgrzymki i otrzymał status sanktuarium. Przed obrazem Matki Bożej Dzikowskiej 5 listopada 1734 r. zawiązana została konfederacja dzikowska. Po rozbiorach rząd carski nie pozwalał urządzać pielgrzymek z Królestwa Kongresowego. Kult maryjny mimo to nie malał.

## Kult

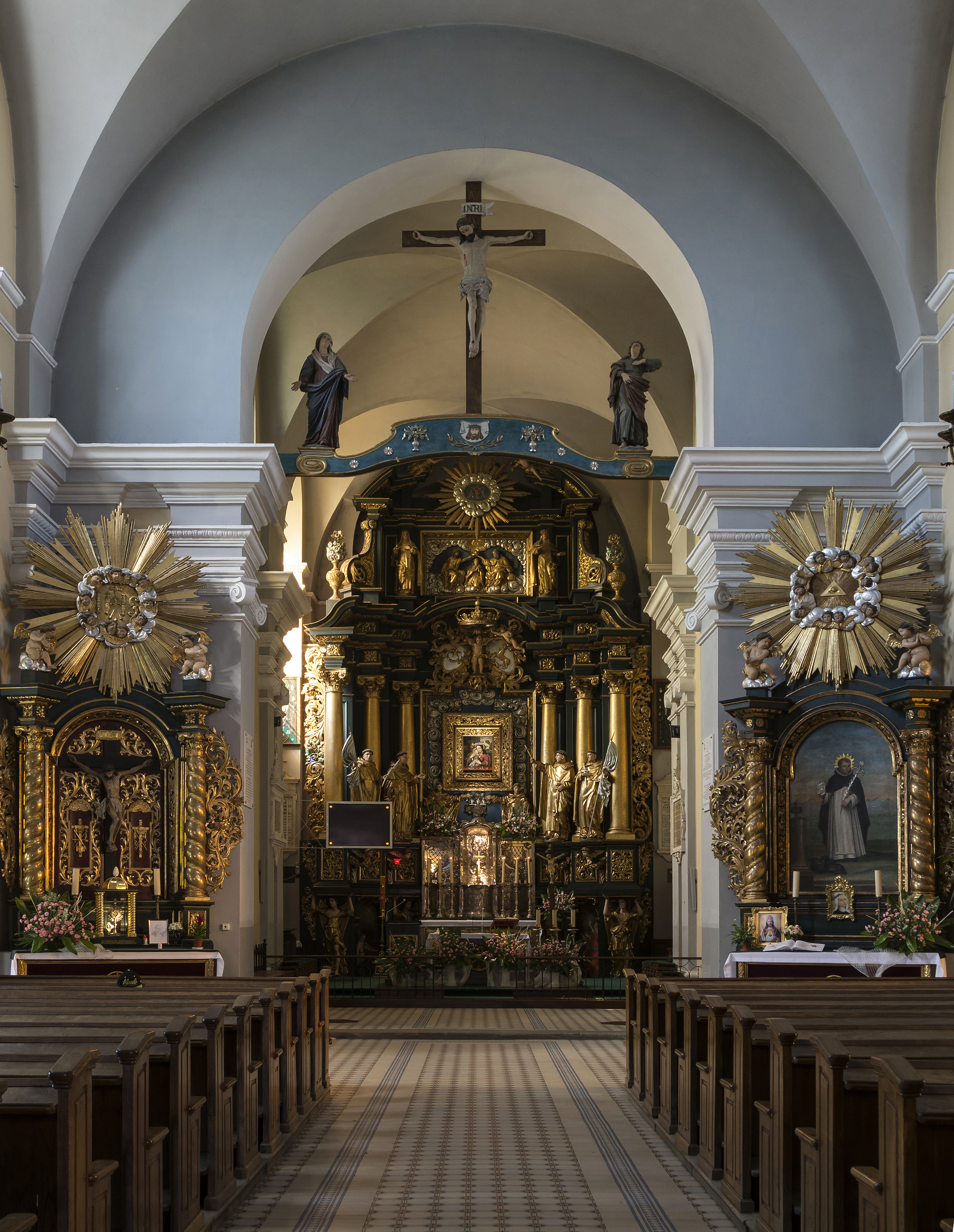
Ołtarz główny z cudownym obrazem

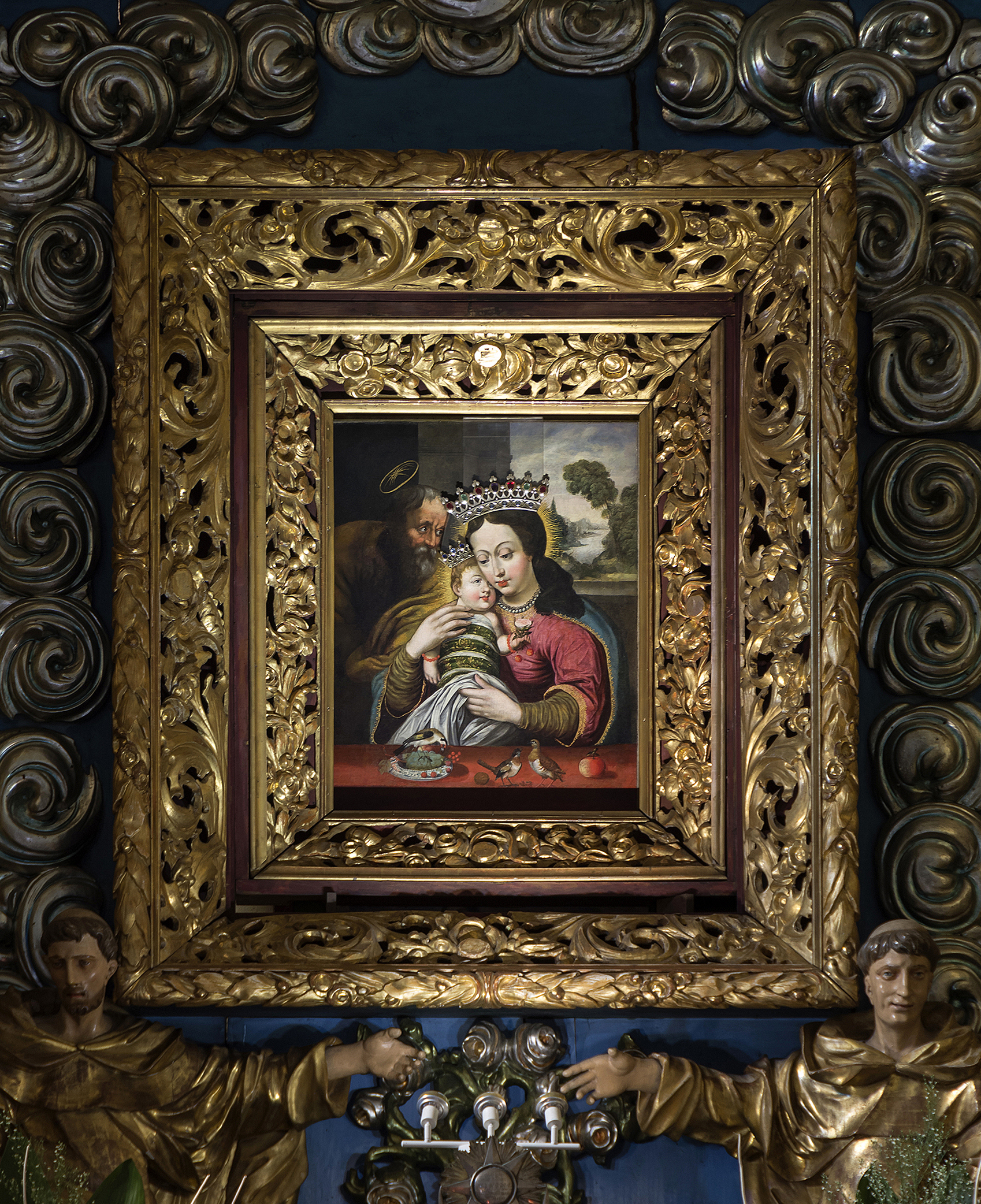
Obraz Matki Bożej Dzikowskiej

W 1686 r. w Krakowie wydano książkę ks. Wawrzyńca Święckiego „Wonność Róże Ierychonskiey”, w której autor opisywał historię obrazu i cuda z nim związane.
W 1891 r., krótko przed swoją śmiercią, dominikanin, historyk i kronikarz – o. Sadok Barącz – ormianin z pochodzenia, opublikował księgę pt. „Cudowne obrazy Matki Najświętszej w Polsce”. Opisał w niej historię cudownych zdarzeń, dzięki którym obraz uznano za cudowny. Wylicza w niej pojawiającą się jasność nad kaplicą, czy rozliczne uzdrowienia chorych (w tym samych Tarnowskich), oraz przypadki powrotu zmarłych do życia. Pierwszą osobą był Jan z Miechocina, dziecko kobiety nazwiskiem Fabrowa, czy Walenty Witek, którego w 1689 r. martwego z wody wyciągnięto. W XVIII w. do Matki Bożej Dzikowskiej przybywały pielgrzymki z Sandomierza, Opatowa, Ostrowca. Czcili Ją gorąco flisacy płynący Wisłą do Gdańska. W 1904 r. papież Pius X uznał obraz za cudowny i zezwolił na koronację.

## Kopie obrazu
Wierne kopie obrazu znajdują się: w kościele Przemienienia Pańskiego w Tarnogrodzie i w kościele św. Anny i św. Jana Chrzciciela w Końskich (w głównym ołtarzu). Ludowa kopia obrazu znajduje się w Muzeum Ziemi Tarnowskiej w Tarnowie (pochodzi z domu w Woli Mędrzechowskiej, powiat dąbrowski). W zbiorach Muzeum Narodowego w Krakowie znajduje się kopia nieznanego autora powstała po 1678 r. Między 1845 a 1878 r. powstał drzeworyt wykonany prawdopodobnie przez Franciszka Ksawerego Stankiewicza. Drzeworyt Matka Boska Dzikowska w 1924 r. został podarowany Muzeum Tatrzańskiemu w Zakopanem przez Kazimierza Dobrowolskiego. Także w sandomierskim Muzeum Diecezjalnym znajduje się kopia obrazu. Osobliwa kopia obrazu znajduje się w przydrożnej kapliczce w Sędziszowie Małopolskim na ul. Borkowskiej ufundowana jako wotum dziękczynne. Treść napisu: „Na podziękowanie CUDOWNEJ MATCE BOSKIEJ DZIKOWSKIEJ za szczęśliwe ocalenie z wielkiego niebezpieczeństwa dnia 22 stycznia 1903 roku Zdzisław Tarnowski”. Zdarzenie związane było z wypadkiem na przejeździe kolejowym.

### Matka Boża Chorzelowska
Do Chorzelowa (powiat mielecki) wizerunek Świętej Rodziny wzorowany na obrazie Matki Bożej Dzikowskiej trafił około 1814 roku. Z fundacji rodziny Tarnowskich w 1907 r. zbudowano murowaną świątynię. W 1938 r. obraz Matki Bożej stał się jednym z głównych elementów dekoracyjnych ołtarza. W niewyjaśnionych okolicznościach obraz później usunięto z kościoła. W 1975 r. odkryto zapomniany obraz Matki Bożej Dzikowskiej w przydrożnej kaplicy. Po odnowieniu został zatwierdzony do kultu aktem intronizacji 8 września 1978 r. W czasie listopadowej Pielgrzymki Rolników Ekologicznych 2006 roku na Jasnej Górze Matka Boska Chorzelowska – Królowa Rodzin została Patronką Rolników Ekologicznego Bożego Rolnictwa. W 2008 roku dekretem biskupa tarnowskiego Wiktora Skworca, kościół parafialny pw. Wszystkich Świętych w Chorzelowie podniesiono do godności Sanktuarium Matki Bożej Królowej Rodzin.

#### Matka Boża Gnadenthalska
Kopia gnadenthalska została namalowana w 1979 roku przez artystę malarza Waleriana Kasprzyka z Bochni. Lipowe ramy zostały wykonane w 1986 roku przez artystę ludowego Szenszola z Mielca. Wizerunek przywiózł do Szwajcarii w 1984 r. ks. Jerzy Grabiec. W 2001 r. obraz zawisł w gnadenthalskim kościele. Od tego czasu czczona jest ona specjalnie przez Polonię szwajcarską, jak i przez samych Szwajcarów.

## Galeria

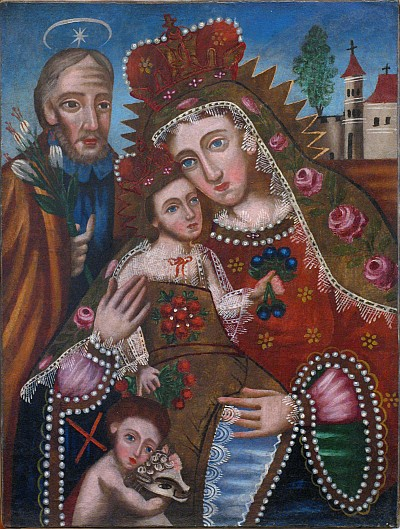
Matka Boża Dzikowska, nieznany autor ludowy, XIX wiek, Zbiory Muzeum Etnograficznego w Tarnowie / Muzeum Ziemi Tarnowskiej
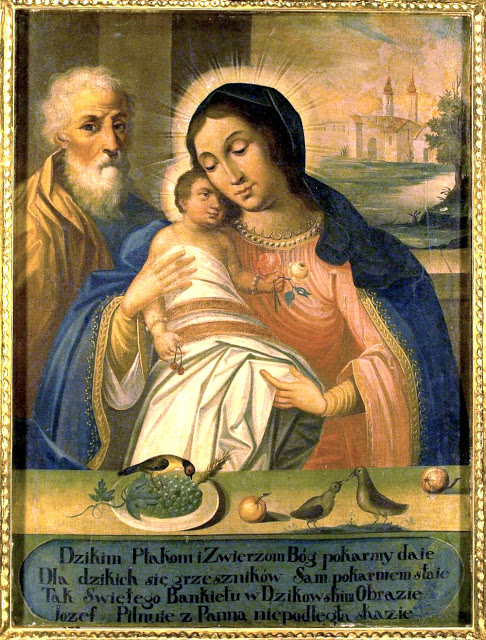
Matka Boża Dzikowska z Chorzelowa, nieznany autor ludowy, prawdopodobnie przełom XVII/XVIII wieku. Podpis pod obrazem drukowanymi literami: „Dzikim Ptakom i Zwierzom Bóg pokarmy daie, Dla dzikich się grzeszników Sam pokarmem staie, Tak Świętego Bankietu w Dzikowskim Obrazie, Józef Pilnuje z Panną niepodległą skazie”
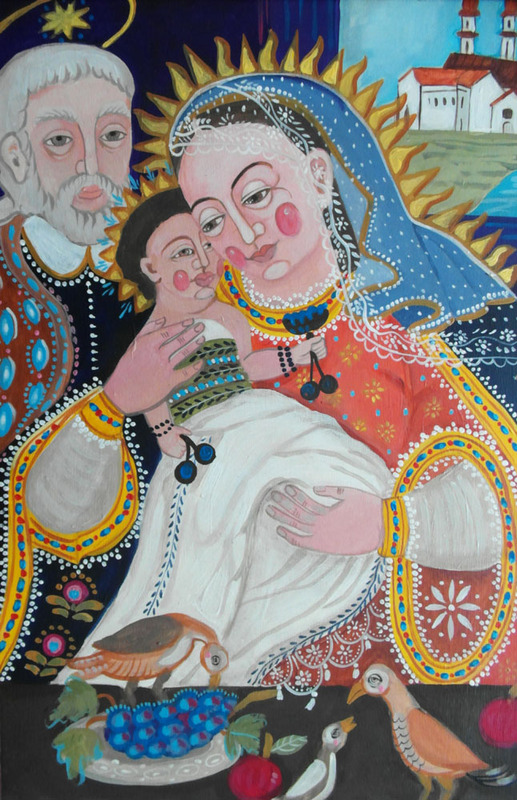
Nieznany autor ludowy, XIX wiek. Podpis pod obrazem drukowanymi literami: „Prawdziwy wizerunek obrazu N. P. Maryi w Dzikowie. Cudami słynącego od R. P. 1675 pod strażą w. w. o.o. dominikanów w województwie sandomierskim”
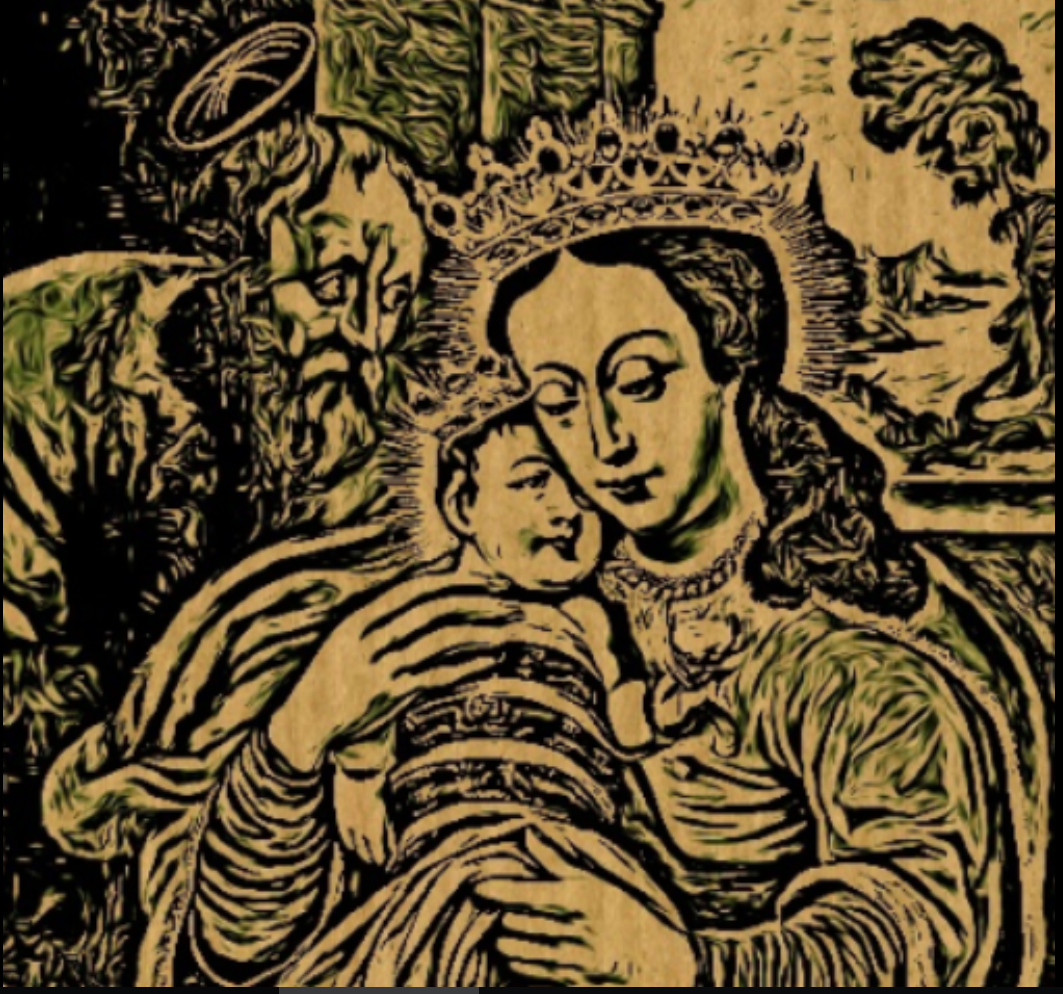
XIX wieczna rycina, autor nieznany

## Ciekawostki
Wizerunek Matki Bożej Dzikowskiej w srebrnej szacie pojawił się na znaczku pocztowym Poczty Polskiej. Znaczek był częścią serii „Sanktuaria Maryjne”. Wydany został 14 sierpnia 2004 r., wielkość: 31,25 × 39,5 mm, wartość: po 1,25 zł, technika druku: offset, papier: fluorescencyjny.